# Danh sách phương tiện chiến đấu bọc thép của Liên Xô- Nga

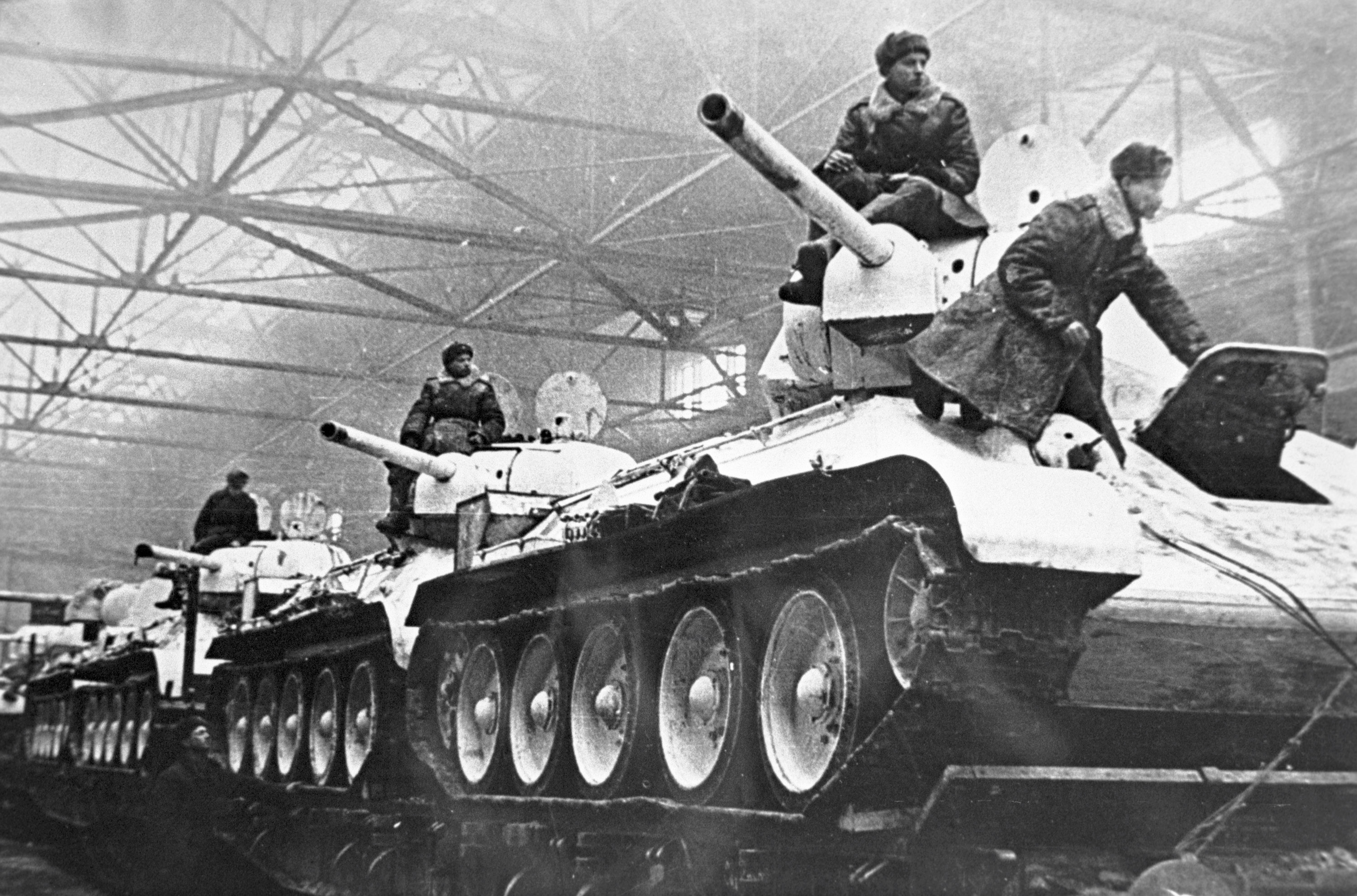
Xe tăng T-34 tiến ra mặt trận

Đây là danh sách các loại xe tăng và các phương tiện chiến đấu bọc thép khác của đế quốc Nga , Liên Xô , Liên bang Nga và Ukraina

## Đế quốc Nga, chiến tranh thế giới thứ nhất
- Xe tăng Sa HoàngMáy kéo của F. Blinov
- Vezdekhod
- Xe tăng Sa Hoàng

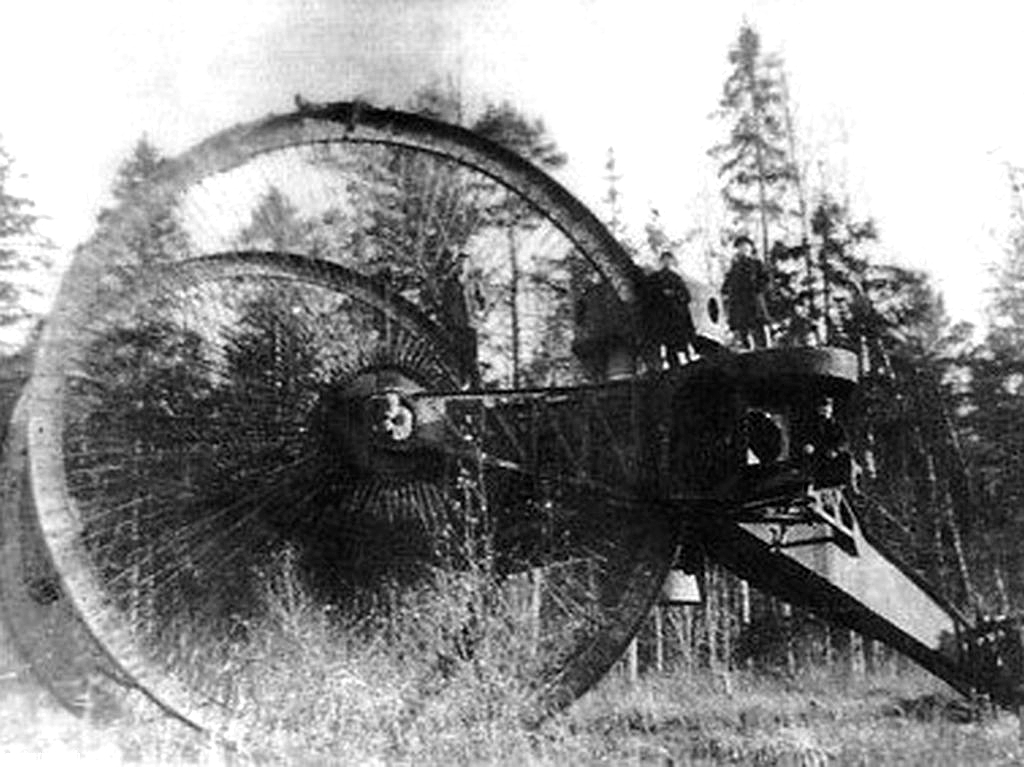
Xe tăng Sa Hoàng

- Xe tăng của V.D. Mendeleev (dự án)
- Xe tăng của Rybinsk Works (dự án)

## Giai đoạn giữa hai cuộc chiến tranh thế giới(1918-1940)

### Xe bọc thép
- Sê-ri Xe bọc thép Broneavtomobil:
  - BA-I
  - BA-3
  - BA-5
  - BA-6
  - BA-6S - phiên bản bán bánh xích của BA-6

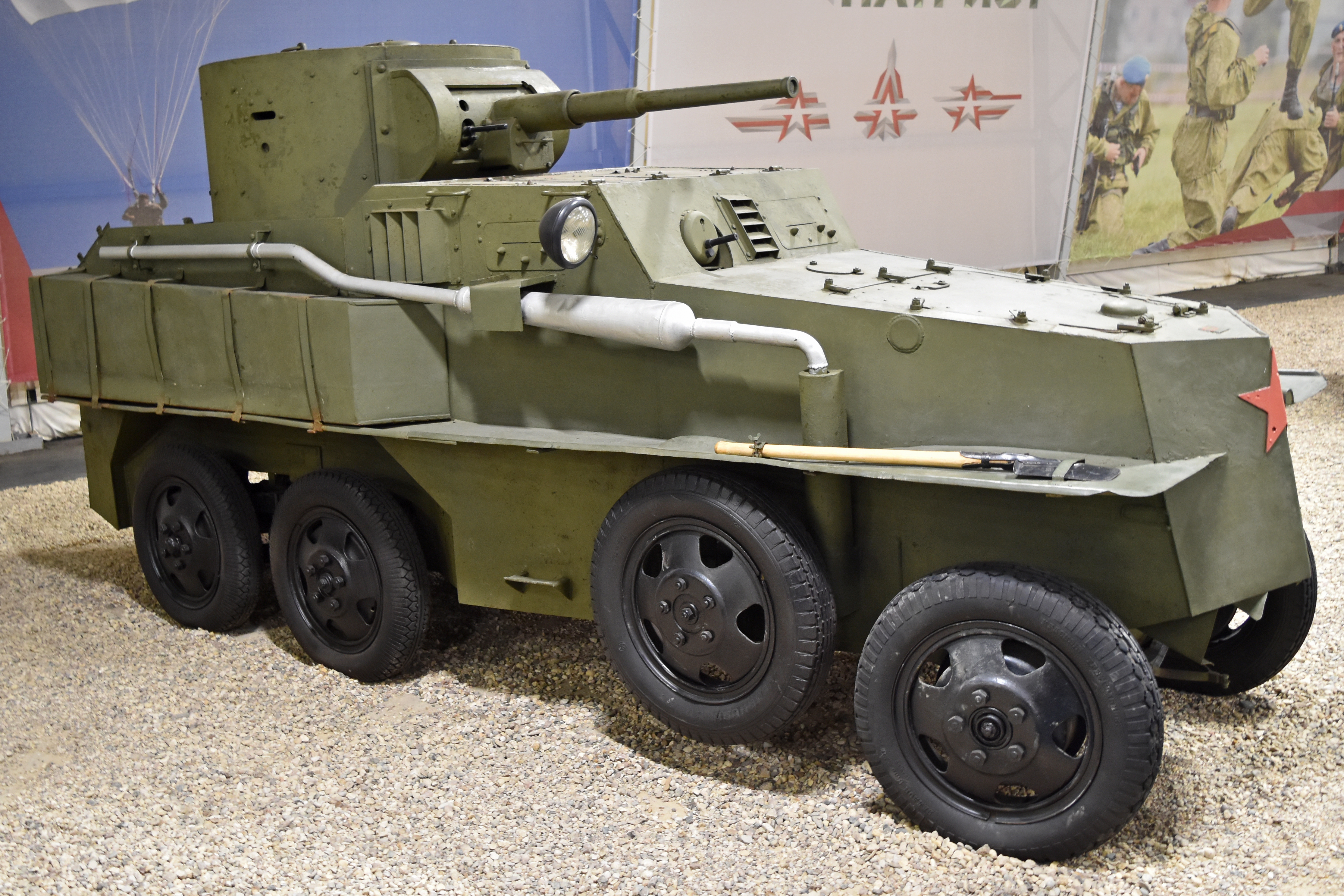
Xe bọc thép lội nước PB-4 trong Công viên Yêu nước

  - BA-9
  - BA-10
  - BA-11
  - BA-20
  - BA-21
  - BA-23
  - BA-27
  - BA-30
- BAD-1
- BAD-2Xe bọc thép lội nước PB-4 trong Công viên Yêu nước
- BDT
- BKhM-1000/800
- D-8
- D-9
- D-12
- D-13
- D-18/37
- FAI
- FAI-2
- DSh
- DTR
- FVV
- GAZ-TK
- KS-18
- PB-4
- PB-7
- Matval '

### Xe tăng siêu nhẹ
- T-17
- T-23

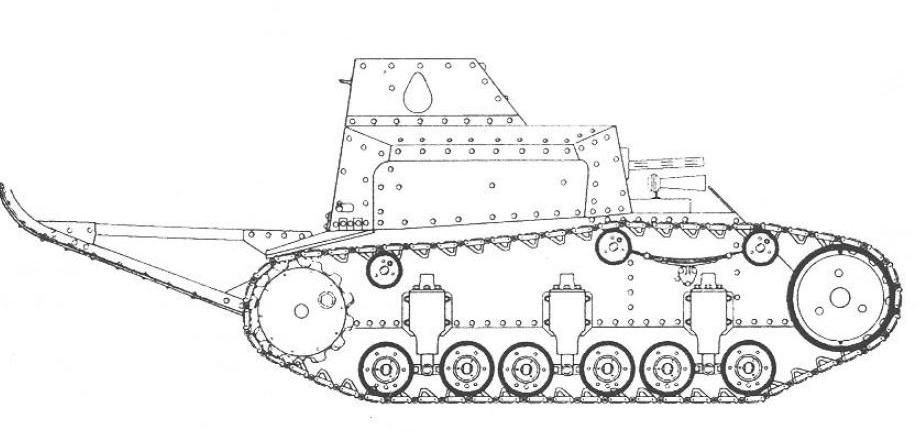
xe tăng T-17.

- T-27 bản sao dựa trên xe tăng siêu nhẹ Carden Loyd

### Xe tăng lội nước hạng nhẹ
- T-37
- T-38
- T-40

### Xe tăng hạng nhẹ

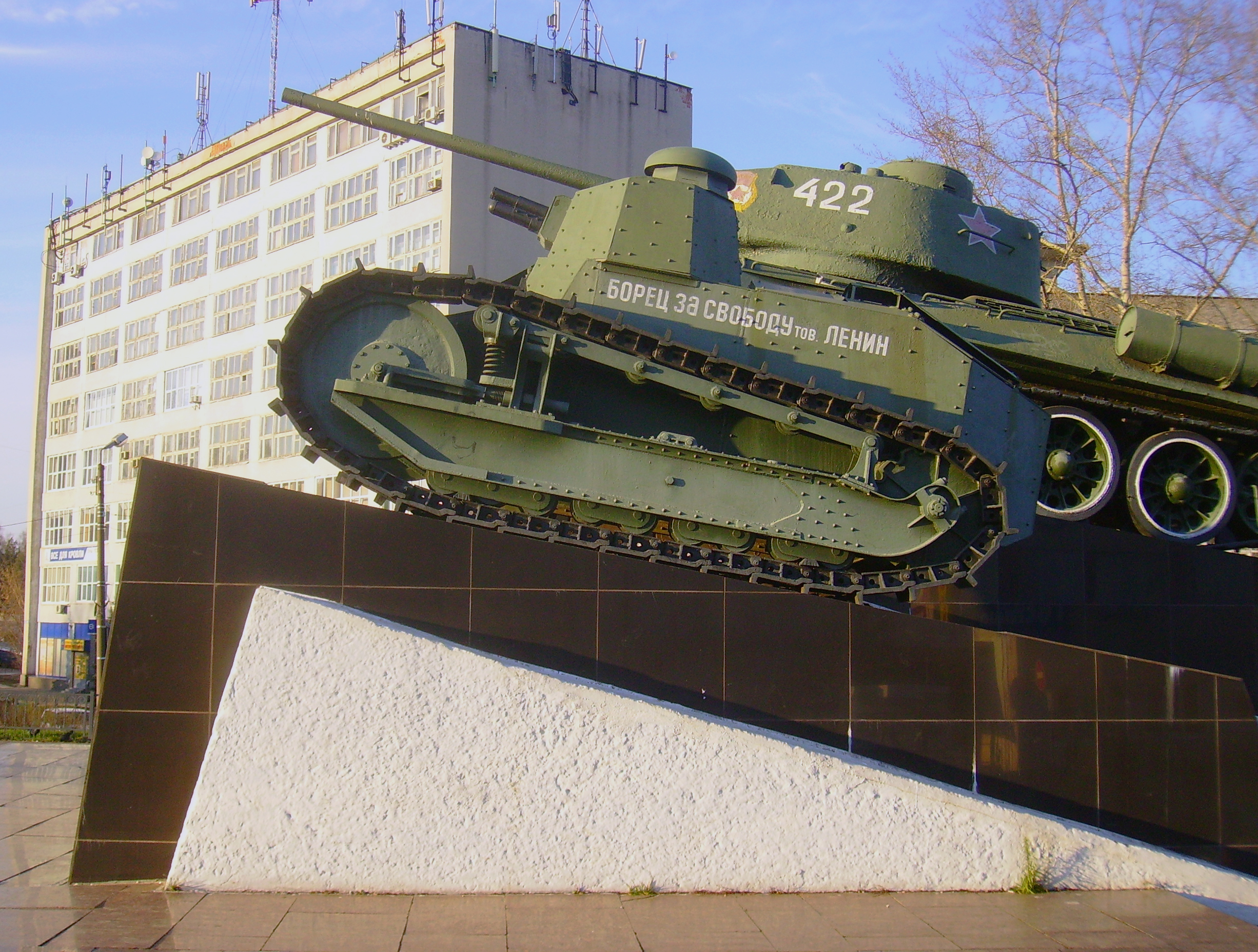
Tượng đài Chiến sĩ Tự do Lenin (Russkiy Reno) ở Nizhny Novgorod

- “Chiến sĩ vì tự do của đồng chí Lenin” ("Freedom Fighter Lenin")-Phiên bản nội địa của Renault FT
- M-48
- MS-1
- T-19
- T-26: phiên bản dựa trên Vickers 6-tấn

Xe tăng hạng nhẹ T-34

- T-33
- Xe tăng hạng nhẹ T-34
- T-41
- Tăng hạng nhẹ T-43
- T-46
- T-111
- T-116Tập tin:T-34 light tank.pngXe tăng hạng nhẹ T-34
- T-50
- T-51
- BT-2
- BT-5
- BT-7
- BT-7M, (BT-8)
- BT-SV, (BT-SW-2)
- Teletank (TT)
- A-20

### Xe tăng phun lửa

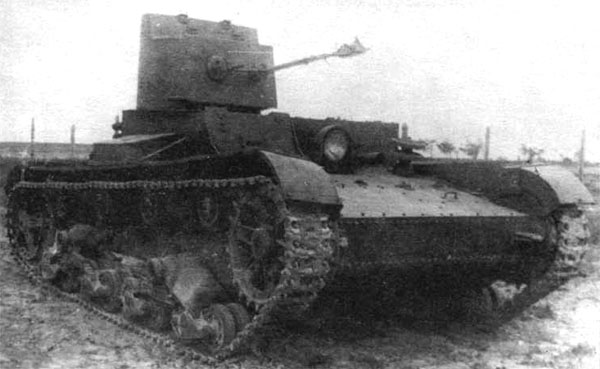
KhT-26

- Xe tăng phun lửa T-26
- OT-27 / KhT-27
- MKhT-1
- OT-37 / KhT-37
- KhT-130
- KhT-133
- KhT-134
- OT-132
- OT-7
- D-15
- OU-T-26
- Đối tượng 218

### Xe tăng hạng trung

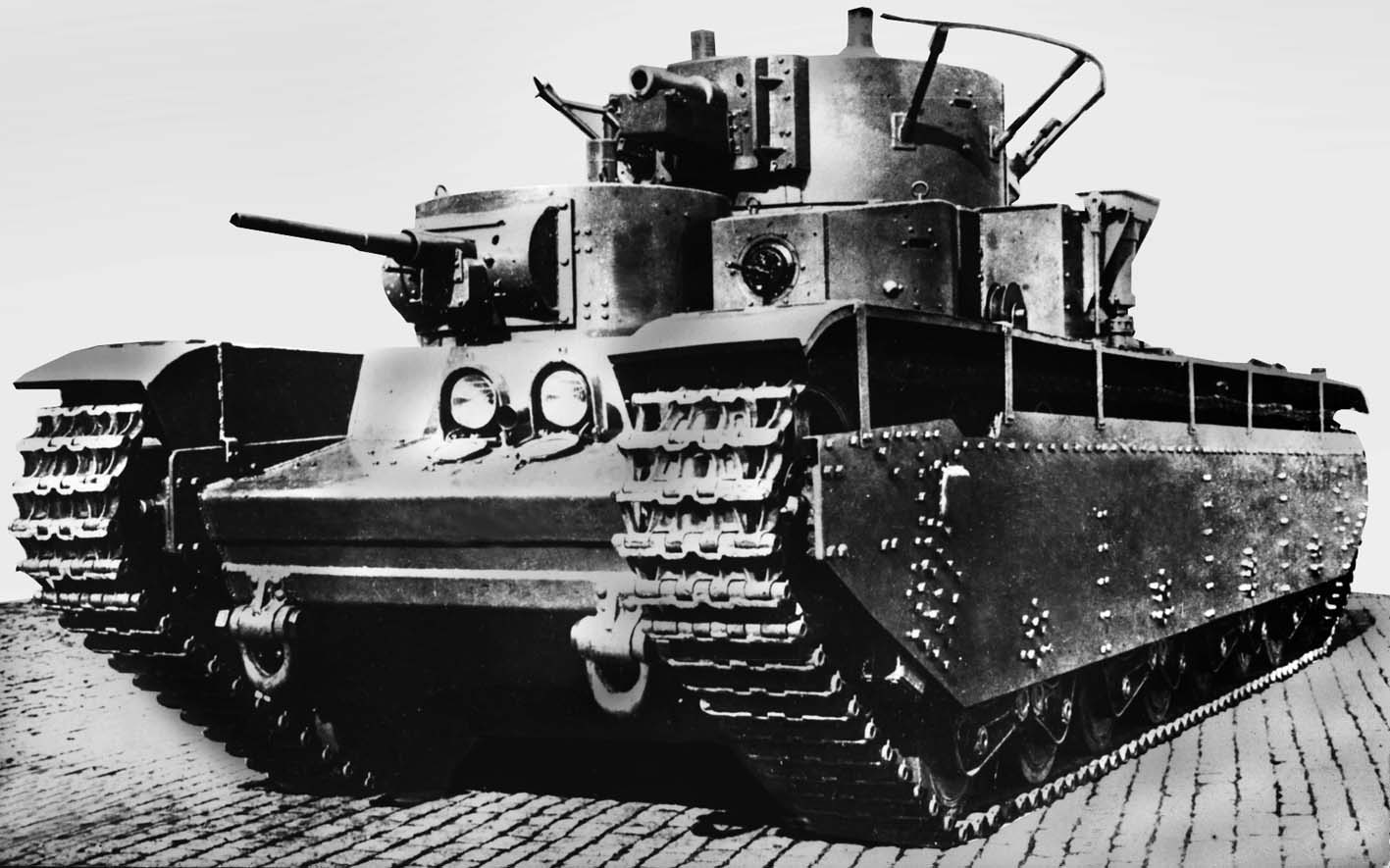
Xe tăng hạng nặng Т-35 đi theo xu hướng đa tháp pháo

- T-12
- T-24

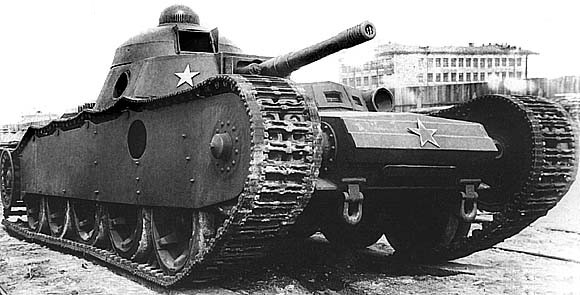
Tank Grotte

- T-42 (Tank Grotte-TG-1) (thử nghiệm)

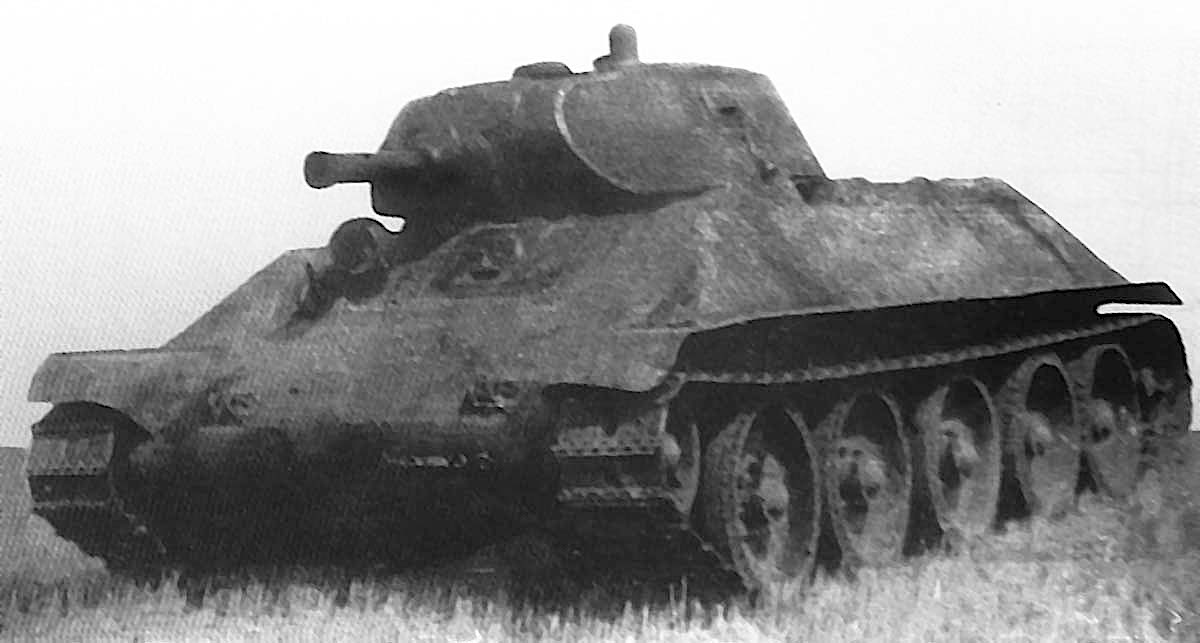
A-32

- T-28
- T-29 (thử nghiệm)
- A-32 (nguyên mẫu T-34)
- T-34A-32
- GUBP
- TA-1
- TA-2
- D-4
- D-5
- IT-3
- Object 112
- Object 115

### Xe tăng hạng nặng
- T-35
- T-39
- SMK (Thử nghiệm)
- T-100 (Thử nghiệm)
- KV-0 (Nguyên mẫu cho KV-1)
- T-30
- TP-1
- TA-3
- Dự án xe tăng Sirkena
- Dự án xe tăng Danchenko
- Object 0-50Xe tăng hạng nặng Sirkena
- Object 103
- T-100Z (?)
- VL (Dự án)
- TG-V
- TG-VI
- Xe tăng Kliment Voroshilov:
  - KV-1
  - KV-2
  - KV-1S

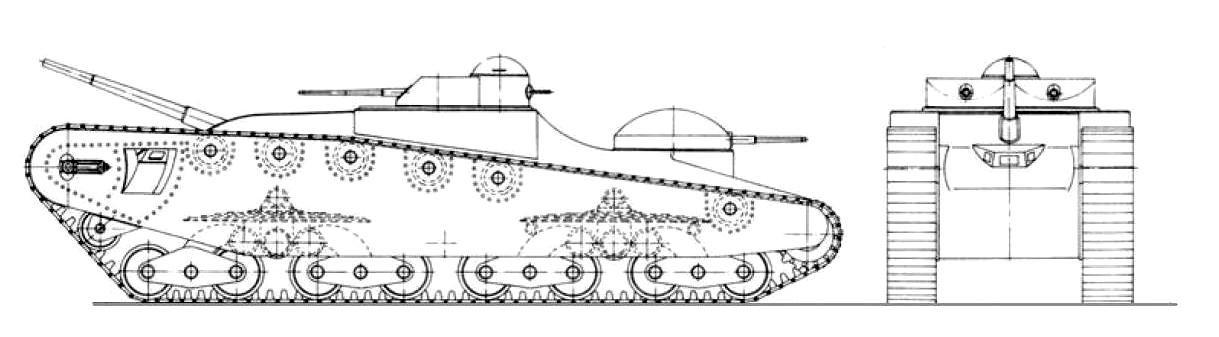
Xe tăng hạng nặng Sirkena

  - KV-85 (stopgap) - 135 được sản xuất
  - KV-220 (Thử nghiệm)
  - KV-8 (Súng phun lửa)
  - KV-8S (Súng phun lửa)
  - KV-122 (Nguyên mẫu)
  - KV-3 (xe tăng hạng nặng được đề xuất)
  - KV-4
  - KV-5 (xe tăng hạng nặng được đề xuất)
- Xe tăng IS:
  - IS-1
  - IS-2
  - IS-3

### Xe tăng siêu nặng
- Xe tăng 1000 tấn Grotte
- T-42(TG-5)
- KV-6

### Pháo tự hành chống tăng

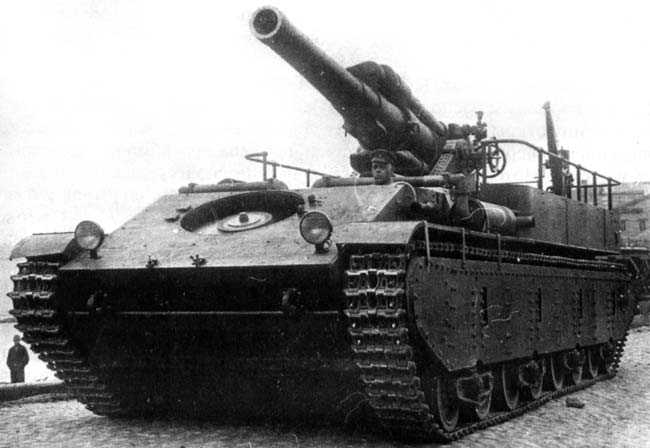
SU-14 trong thử nghiệm, 1934

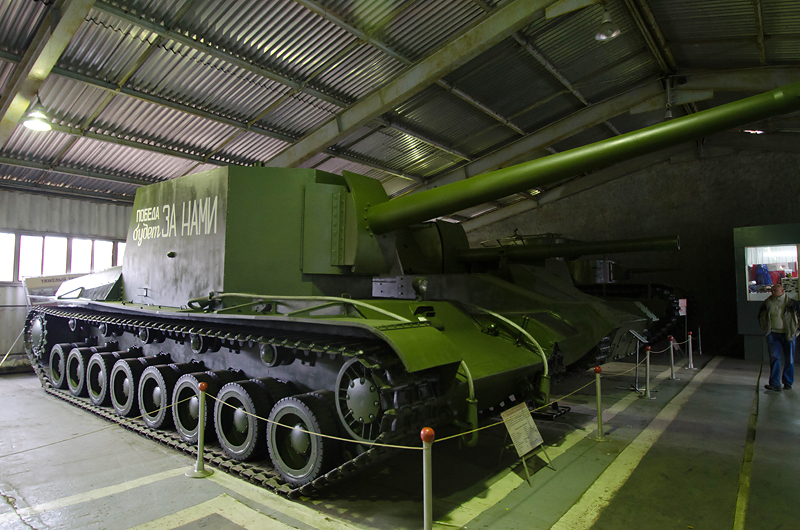
SU-100Y

- 4M
- 29K
- AT-1
- SU-1
- SU-2
- SU-3
- SU-4
- SU-5
- SU-6
- SU-7
- SU-8
- SU-12SU-14 trong thử nghiệm, 1934
- SU-14
- SU-14-1
- SU-14-2
- SU-18
- SU-26
- SU-37
- SU-45
- T-26-4

## Chiến tranh thế giới thứ hai (1941-1945)
Danh sách này không bao gồm tất cả các xe tăng, vì có nhiều xe thử nghiệm hơn, hoặc hiếm hơn.

### Xe bọc thép
- BA-64
- LB-23
- LB-62
- LB-NATI

### Xe tăng siêu nhẹ
- Xe tăng siêu nhẹ PPG
- Xe tăng NI (Xe tăng Odessa)

### Xe tăng hạng nhẹ
- T-40: Xe tăng lội nước hạng nhẹ
- T-50
- T-60
- T-70
- T-80 (xe tăng hạng nhẹ nguyên mẫu)
- T-111
- T-116
- T-126 (SP) - phiên bản bọc thép của T-50
- T-127
- LTP
- MT-25 (xe tăng đề xuất)
- LTTB (chỉ dành cho thiết kế)

### Xe tăng hạng trung
- A-32 (Thử nghiệm)
- T-34
  - T-34-57
  - T-34-76
  - T-34-85
  - T-34-100
- T-34M (còn được gọi là A-43) (không được sản xuất hàng loạt)
- T-43 (không được sản xuất hàng loạt)

Dòng tăng KV

- T-44
- KV-13
- A-44Tập tin:KV Tank Variants.jpgDòng tăng KV

### Xe tăng hạng nặng
- T-150 (ban đầu được dự định sản xuất hàng loạt, nhưng sau đó bị ngừng lại)
- Xe tăng Kliment Voroshilov :
  - KV-1
  - KV-2
  - KV-1S
  - KV-85 (stopgap) - 135 được sản xuất
  - KV-220 (Thử nghiệm)
  - KV-8 (Súng phun lửa)
  - KV-8S (Súng phun lửa)
  - KV-122 (Nguyên mẫu)
  - KV-3 (xe tăng hạng nặng được đề xuất)
  - KV-4
  - KV-5 (xe tăng hạng nặng được đề xuất)
- Xe tăng IS:
  - IS-1
  - IS-2
  - IS-3

### Pháo tự hành chống tăng
- AT-1 (xe tăng thử nghiệm)
- SU-57B
- SU-76
- SU-85
- SU-85A
- SU-100
- SU-100Y (xe tăng thử nghiệm)
- SU-100S
- SU-100M1
- Uralmash-1 (SU-101)
- SU-122
- SU-122M
- SU-122-44
- ISU-122S
- ISU-130
- ISU-152
- KV-7

### Pháo tự hành
- ZiS-30
- SU-100Y
- Object 212A
- S-51

### Pháo phòng không tự hành
- T-70 (Thử nghiệm)
- ZUT-37 (Thử nghiệm)
- ZSU-37

### Xe tăng thuê từ nước ngoài
- Tetrarch
- Xe tăng Valentine
- Churchill
- Matilda II
- M3 Stuart
- M3 Lee
- M4 Sherman

## Sau chiến tranh thế giới thứ hai

### Phương tiện thiết giáp đổ bộ đường không
- ASU-57
- ASU-76
- ASU-85
- BMD-1
- BMD-2
- BMD-3

### Xe tăng lội nước hạng nhẹ
- PT-76
- BMP-1
- BMP-2
- BMP-3
- Object 906

### Xe tăng hạng trung và xe tăng chiến đấu chủ lực
- T-54/T-55
- T-62
- T-64
- T-72
- T-80
- Object 478

### Xe tăng hạng nặng
- IS-4
- IS-6 (Thử nghiệm)
- IS-7 (Thử nghiệm)
- T-10 (IS-8)
- Object 279 (Thử nghiệm)
- Object 770

### Pháo tự hành chống tăng
- Object 263 (bị hủy bỏ trong giai đoạn thiết kế)
- Object 268 (Thử nghiệm)
- SU-100P
- SU-152P
- SU-152G
- Object 120 SU-152 "Taran" (Thử nghiệm)
- SU-122-54

### Pháo tự hành
- 2S1 Gvozdika
- 2S3 Akatsiya
- 2S19 Msta

### Pháo phòng không tự hành
- ZSU-57-2
- ZSU-23-4 (Shilka)
- 2K22 (Tunguska)

## Xe tăng thời hậu Xô Viết

### Xe thiết giáp đổ bộ đường không
- BMD-4

### Xe tăng hạng nhẹ
- 2S25(Nga)

### Xe tăng chiến đấu chủ lực
- T-84 (Ukraine)
- T-90 (Nga)
- Object 640, hay còn gọi là Đại bàng đen (Nga, bị hủy bỏ và nhường chỗ cho T-90 và T-95)
- Object 195, hay còn gọi là T-95 (Nga, đã bị hủy bỏ)
- T-14 Armata

### Pháo tự hành
- 2S35 Koalitsiya-SV